# Výsledky českých reprezentantů v judu 2014
Tento článek uvádí výsledky českých reprezentantů v judu na mezinárodních podnicích za rok 2014.
Turnaje v judu:
- Olympijské hry - konají se jednou za 4 roky a pro judistu představují vrchol kariéry
- Mistrovství světa, mistrovství Evropy, univerziáda apod. - turnaje které při úspěchu zajistí judistovi krátkodobou popularitu
- Turnaj mistrů - je turnaj kterého se účastní 16 nejlepších judistů podle žebříčku IJF v jednotlivých váhových kategoriích. Dotace turnaje je 200 000 dolarů a je bez dalších omezení.
- Grand Slam - nejprestižnější turnaje s dotací 150 000 dolarů. Úcastní se jich nejlepší judisté z jednotlivých států, ale né vic jak 2 z jedné země na váhovou kategorii. Domácí mohou postavit maximálně 4 své judisty v jednotlivých váhových kategoriích.
- Grand Prix - prestižní turnaje s dotací 100 000 dolarů. Podmínky účasti jsou identické s grand slamem.
- Continental Open - je od roku 2013 nové označení pro světový pohár. Jde o sérii turnajů v jednotlivých zemích světa. V řadě případů je turnaj rozdělen do dvou zemí. V jedné zemi startují muži a ve druhé ženy. Důvodem rozdělení turnaje do dvou zemí je z ekonomických důvodů. Turnaje se účastní judisté různých kvalit a v hojném počtu (až 400 judistů). Turnaje slouží jako odrazový můstek v sbíraní bodů do žebříčku. Jednu zemi mohou reprezentovat maximálně 4 judisté na váhovou kategorii. Domácí mohou postavit libovolný počet judistů v jednotlivých váhových kategoriích.
- Evropský pohár - turnaje organizuje Evropská judistická unie (EJU) a mají charakter domácího mistrovství s přívlastkem Open (Czech Open, British Open, Swedish Open apod.). Účastní se jich domácí a zahraniční judisté a to i světového formátu, kteří se vrací po zranění nebo experimentují s jinou váhovou kategorií nebo si jen přijedou vyzkoušet nové techniky na judistech nižší výkonnosti. Body z turnajů se započítávají pouze do evropského žebříčku, který slouží například k nasazování závodníků na mistrovství Evropy do 23 let. Specifikací evropských poháru je dřívější system oprav.

## Mistrovské turnaje

### Mistrovství světa[1]
výsledky z mistrovství světa
| Jméno           | Váha |  | 1/128     | 1/64                       | 1/32                   | 1/16                    | Čtvrtfinále        | Semifinále              | Finále                |
| --------------- | ---- |  | --------- | -------------------------- | ---------------------- | ----------------------- | ------------------ | ----------------------- | --------------------- |
| Pavel Petřikov  | -60  |  | x         | Výhra Abd-alla Al-Maragi   | Prohra Beslan Mudranov | —                       | —                  | —                       | —                     |
| David Pulkrábek | -60  |  | x         | Prohra Nabor Castillo      | —                      | —                       | —                  | —                       | —                     |
| Jakub Ječmínek  | -73  |  | volný los | Prohra Alexis Morin-Martel | —                      | —                       | —                  | —                       | —                     |
| Jaromír Ježek   | -73  |  | volný los | Výhra Alejandro Clara      | Výhra Enrico Parlati   | Prohra Dirk Van Tichelt | —                  | —                       | —                     |
| Jaromír Musil   | -81  |  | x         | Prohra Avtandil Črikišvili | —                      | —                       | —                  | —                       | —                     |
| Lukáš Krpálek   | -100 |  | x         | volný los                  | Výhra Luciano Corrêa   | Výhra Artem Blošenko    | Výhra Martin Pacek | Výhra Tagir Chajbulajev | Výhra José Armenteros |
| Michal Horák    | +100 |  | x         | volný los                  | Výhra Jake Andrewartha | Prohra Teddy Riner      | —                  | —                       | —                     |

### Mistrovství Evropy[2]
výsledky z mistrovství Evropy
| Jméno              | Váha |  | 1/64      | 1/32                       | 1/16                   | Čtvrtfinále          | Semifinále          | Finále              |
| ------------------ | ---- |  | --------- | -------------------------- | ---------------------- | -------------------- | ------------------- | ------------------- |
| Pavel Petřikov     | -60  |  | x         | Výhra Andrejs Magers       | Prohra Beslan Mudranov | —                    | —                   | —                   |
| David Pulkrábek    | -60  |  | x         | Výhra Yann Siccardi        | Prohra İlqar Müşkiyev  | —                    | —                   | —                   |
| Jakub Ječmínek     | -73  |  | volný los | Prohra Zebeda Rechviašvili | —                      | —                    | —                   | —                   |
| Václav Sedmidubský | -73  |  | volný los | Prohra Dex Elmont          | —                      | —                    | —                   | —                   |
| Jaromír Musil      | -81  |  | volný los | Výhra Tomislav Marijanović | Prohra Sven Maresch    | —                    | —                   | —                   |
| Lukáš Krpálek      | -100 |  | x         | volný los                  | Výhra Miklós Cirjenics | Výhra Artem Blošenko | Výhra Cyrille Maret | Výhra Elmar Qasımov |

### Mistrovství Evropy do 23 let[3]
| Jméno            | Váha |  | 1/64      | 1/32                       | 1/16                       | Čtvrtfinále              | Semifinále | Opravy                 | Finále |
| ---------------- | ---- |  | --------- | -------------------------- | -------------------------- | ------------------------ | ---------- | ---------------------- | ------ |
| David Pulkrábek  | -60  |  | x         | Prohra Łukasz Kiełbasiński | —                          | —                        | —          | —                      | —      |
| Jakub Ječmínek   | -73  |  | volný los | Výhra Adam Gažo            | Prohra Hüseyn Rəhimli      | —                        | —          | —                      | —      |
| David Klammert   | -90  |  | x         | Prohra Pedro González      | —                          | —                        | —          | —                      | —      |
| Lukáš Hlaváček   | +100 |  | x         | volný los                  | Výhra Jurij Semičin        | Prohra Artur Nikiforenko | —          | Prohra Kamil Grabowski | —      |
| Eléa Gansová     | -57  |  | x         | x                          | Prohra Maria Centracchiová | —                        | —          | —                      | —      |
| Tereza Patočková | -63  |  | x         | volný los                  | Prohra Martina Greciová    | —                        | —          | —                      | —      |

### Mistrovství světa juniorů (do 21 let)[4]
| Jméno          | Váha |  | 1/64                   | 1/32                 | 1/16                         | Čtvrtfinále | Semifinále | Finále |
| -------------- | ---- |  | ---------------------- | -------------------- | ---------------------------- | ----------- | ---------- | ------ |
| David Hozák    | -60  |  | Prohra Steven González | —                    | —                            | —           | —          | —      |
| Jiří Petr      | -81  |  | Výhra Michail Marčitan | Prohra Rafael Macedo | —                            | —           | —          | —      |
| David Klammert | -90  |  | x                      | Výhra Timur Žarasov  | Prohra Nikoloz Šerezadišvili | —           | —          | —      |

### Mistrovství Evropy juniorů (do 21 let)[5]
| Jméno           | Váha |  | 1/32                         | 1/16               | Čtvrtfinále            | Semifinále | Opravy             | O bronz                      |
| --------------- | ---- |  | ---------------------------- | ------------------ | ---------------------- | ---------- | ------------------ | ---------------------------- |
| David Hozák     | -60  |  | Prohra Samuel Hall           | —                  | —                      | —          | —                  | —                            |
| Jiří Petr       | -81  |  | Prohra Stefan Majdov         | —                  | —                      | —          | —                  | —                            |
| David Klammert  | -90  |  | Výhra Danilo Pantić          | Výhra Davide Pozzi | Prohra Firudin Dadaşov | —          | Výhra Šota Vanijev | Prohra Nikoloz Šerezadišvili |
| Sabina Merklová | -63  |  | Prohra Jemima Yeats-Brownová | —                  | —                      | —          | —                  |                              |

### Mistrovství Evropy dorostenců (do 18 let)[6]
| Jméno             | Váha |  | 1/32                   | 1/16                       | Čtvrtfinále               | Semifinále | Opravy                   | Finále |
| ----------------- | ---- |  | ---------------------- | -------------------------- | ------------------------- | ---------- | ------------------------ | ------ |
| Daniel Uher       | +90  |  | Prohra Ahmet Can Çekiç | —                          | —                         | —          | —                        | —      |
| Markéta Paulusová | +70  |  | x                      | Výhra Antigoni Aleiferiová | Prohra Marina Bukrejevová | —          | Prohra Daniela Rainerová | —      |

### Olympijské hry mládeže
| Jméno            | Váha |  | 1/16                        | Čtvrtfinále | Semifinále | Finále |
| ---------------- | ---- |  | --------------------------- | ----------- | ---------- | ------ |
| Adéla Szarzecová | -63  |  | Prohra Jennifer Schwilleová | —           | —          | —      |

## Grand Slam (GS) / Grand Prix (GP)
| Jméno              | Váha |  | GS FRA | GP GER | GP GEO | GP TUR | GS AZE | GP CUB | GP HUN | GP MGL | GS RUS | GP CRO | GP KAZ | GP UZB | GS UAE | GP CHN | GP KOR | GS JPN |  | Bilance |
| ------------------ | ---- |  | ------ | ------ | ------ | ------ | ------ | ------ | ------ | ------ | ------ | ------ | ------ | ------ | ------ | ------ | ------ | ------ |  | ------- |
| Pavel Petřikov ml. | -60  |  | 1/64   | 1/32   |        | 1/32   |        | 1/16   | 1/32   |        | 7.     | 3.     |        |        | 1/16   |        |        | 1/64   |  | 7:10    |
| David Pulkrábek    | -60  |  | 1/16   | 1/32   |        |        |        |        | 1/16   | 1/32   |        |        |        |        |        |        |        | 7.     |  | 5:6     |
| Václav Sedmidubský | -73  |  |        |        |        | 1/16   | 1/32   |        | 1/32   | 1/32   |        |        |        |        |        |        |        |        |  | 1:4     |
| Jakub Ječmínek     | -73  |  |        |        |        |        | 1/32   |        |        | 1/32   |        | 1/16   |        |        |        |        |        | 1/64   |  | 1:4     |
| Jaromír Ježek      | -73  |  |        |        |        |        |        |        | 1/32   |        | 7.     | 1/32   |        |        |        |        |        |        |  | 2:4     |
| Jaromír Musil      | -81  |  |        | 1/32   |        | 1/32   |        |        | 1/32   | 1/32   |        |        |        |        |        |        | 1/32   | 1/32   |  | 1:6     |
| Alexandr Jurečka   | -90  |  |        |        |        |        |        | 7.     |        |        |        |        |        |        |        |        |        |        |  | 1:2     |
| Lukáš Krpálek      | -100 |  | 2.     |        |        |        |        | 7.     |        |        |        |        |        |        |        |        |        |        |  | 5:3     |
| Michal Horák       | +100 |  |        |        |        |        |        |        | 1/32   | 1/16   |        | 1/16   |        |        | 1/32   |        | 1/16   | 1/16   |  | 2:6     |
| Jan Pinta          | +100 |  |        |        |        |        |        |        | 1/32   |        |        |        |        |        |        |        |        |        |  | 0:1     |
| Radek Hecl         | +100 |  |        |        |        |        |        |        |        |        |        |        |        |        |        |        |        | 1/32   |  | 0:1     |
| Eléa Gansová       | -57  |  |        |        |        |        |        |        |        | 1/16   |        | 1/32   |        |        |        |        |        | 1/32   |  | 1:3     |
| Alena Eiglová      | -70  |  |        |        |        |        |        |        |        |        |        | 7.     |        | 1/16   | 1/32   |        |        |        |  | 2:4     |

## Continental Open (Světový pohár)
| Jméno              | Váha |  | MAR | BUL  | AUT ITA | CZE POL | URU | ARG | ESP  | CHI | ESA | TPE | USA | EST | POR GBR | MRI | AUS |  | Bilance |
| ------------------ | ---- |  | --- | ---- | ------- | ------- | --- | --- | ---- | --- | --- | --- | --- | --- | ------- | --- | --- |  | ------- |
| David Pulkrábek    | -60  |  |     | 1/32 |         |         |     |     |      |     |     |     |     |     | 1/16    |     |     |  | 0:2     |
| Pavel Petřikov ml. | -60  |  |     |      |         | 1/32    |     |     |      |     |     |     |     |     |         |     |     |  | 0:1     |
| David Hozák        | -60  |  |     |      |         | 1/64    |     |     |      |     |     |     |     |     |         |     |     |  | 0:1     |
| Matěj Sedmidubský  | -66  |  |     |      |         | 1/64    |     |     |      |     |     |     |     |     |         |     |     |  | 0:1     |
| Jan Zavadil        | -66  |  |     |      |         | 1/64    |     |     |      |     |     |     |     |     |         |     |     |  | 0:1     |
| Jakub Ječmínek     | -73  |  |     |      |         | 5.      |     |     | 1/16 |     |     |     |     |     |         |     |     |  | 4:3     |
| Domik Řeháček      | -73  |  |     |      |         | 1/64    |     |     |      |     |     |     |     |     |         |     |     |  | 0:1     |
| František Šmehlík  | -73  |  |     |      |         | 1/64    |     |     |      |     |     |     |     |     |         |     |     |  | 0:1     |
| David Volek        | -73  |  |     |      |         | 1/64    |     |     |      |     |     |     |     |     |         |     |     |  | 0:1     |
| Václav Sedmidubský | -73  |  |     |      |         |         |     |     | 1/32 |     |     |     |     |     |         |     |     |  | 0:1     |
| Ivan Petr          | -81  |  |     |      | 1/32    | 1/64    |     |     |      |     |     |     |     |     |         |     |     |  | 1:2     |
| Jiří Šána          | -81  |  |     |      | 1/32    | 1/64    |     |     |      |     |     |     |     |     |         |     |     |  | 1:2     |
| Jan Ječmínek       | -81  |  |     |      |         | 1/32    |     |     |      |     |     |     |     |     |         |     |     |  | 1:1     |
| Jaromír Musil      | -81  |  |     |      |         | 7.      |     |     | 1/32 |     |     |     |     |     |         |     |     |  | 2:3     |
| Tomáš Knápek       | -90  |  |     |      | 1/64    | 1/32    |     |     |      |     |     |     |     |     |         |     |     |  | 0:2     |
| Michal Krpálek     | -90  |  |     |      | 7.      | 1/32    |     |     |      |     |     |     |     |     |         |     |     |  | 3:3     |
| Marek Lojkásek     | -90  |  |     |      | 1/64    | 1/32    |     |     |      |     |     |     |     |     |         |     |     |  | 0:2     |
| David Klammert     | -90  |  |     |      |         | 1/32    |     |     |      |     |     |     |     |     |         |     |     |  | 0:1     |
| Michal Mrva        | -100 |  |     |      |         | 1/32    |     |     |      |     |     |     |     |     |         |     |     |  | 0:1     |
| Michal Horák       | +100 |  |     |      | 1/16    | 1/16    |     |     | 5.   |     |     |     |     |     |         |     |     |  | 5:4     |
| Jan Pinta          | +100 |  |     |      | 1/32    | 1/16    |     |     |      |     |     |     |     |     | 5.      |     |     |  | 2:4     |
| Lukáš Hlaváček     | +100 |  |     |      |         | 1/32    |     |     |      |     |     |     |     |     | 1/16    |     |     |  | 0:2     |
| Lukáš Krpálek      | +100 |  |     |      |         | 1.      |     |     |      |     |     |     |     |     |         |     |     |  | 5:0     |
| Eléa Gansová       | -57  |  |     |      |         |         |     |     |      |     |     |     |     |     | 1/16    |     |     |  | 0:1     |
| Adéla Szarzecová   | -63  |  |     |      | 1/16    |         |     |     |      |     |     |     |     |     |         |     |     |  | 0:1     |
| Alena Eiglová      | -70  |  |     |      |         |         |     |     |      |     |     |     | 5.  |     | 7.      |     | 3.  |  | 4:5     |

## Evropský pohár
| Jméno           | Váha |  | BIH | GBR  | RUS | SLO  | GER  | SVK  | FIN | SRB | SWE | ESP |  | Bilance |
| --------------- | ---- |  | --- | ---- | --- | ---- | ---- | ---- | --- | --- | --- | --- |  | ------- |
| Michal Černý    | -60  |  |     |      |     |      |      | 1/32 |     |     |     |     |  | 0:1     |
| Tomáš Vaníček   | -66  |  |     |      |     |      |      | 1/32 |     |     |     |     |  | 0:1     |
| Jan Zavadil     | -66  |  |     |      |     |      |      | 1/32 |     |     |     |     |  | 0:1     |
| Michal Vaníček  | -73  |  |     | 1/32 |     |      | 1/32 | 1/32 |     |     |     |     |  | 0:3     |
| Václav Černý    | -73  |  |     |      |     |      |      | 1/32 |     |     |     |     |  | 0:1     |
| Jakub Ječmínek  | -73  |  |     |      |     |      |      | 1/32 |     |     |     |     |  | 0:1     |
| Jan Ječmínek    | -81  |  |     | 1/32 |     |      |      |      |     |     |     |     |  | 0:1     |
| Ivan Petr       | -81  |  |     | 1/16 |     |      |      | 1/32 |     |     |     |     |  | 1:2     |
| Jindřich Turek  | -81  |  |     |      |     | 1/32 |      | 1/32 |     |     |     |     |  | 1:2     |
| Radek Voňavka   | -81  |  |     |      |     |      |      | op.  |     |     |     |     |  | 2:2     |
| Radek Dobiáš    | -81  |  |     |      |     |      |      | 1/32 |     |     |     |     |  | 0:1     |
| Dominik Řeháček | -81  |  |     |      |     |      |      | 1/32 |     |     |     |     |  | 0:1     |
| Marek Lojkášek  | -90  |  |     | 1/16 |     |      |      |      |     |     |     |     |  | 0:1     |
| Radim Knápek    | -90  |  |     |      |     |      |      | 1/32 |     |     |     |     |  | 0:1     |
| Lukáš Hlaváček  | +100 |  |     | 5.   |     | 5.   |      | 5.   |     |     |     |     |  | 5:6     |
| Jan Pinta       | +100 |  |     |      |     |      |      | 3.   |     |     |     |     |  | 3:1     |
| Alena Eiglová   | -70  |  |     |      |     |      | 1/16 |      |     |     |     |     |  | 0:1     |
| Petra Pokorná   | -48  |  |     |      |     |      |      | 5.   |     |     |     |     |  | 0:2     |
| Sabina Merklová | -63  |  |     |      |     |      |      | op.  |     |     |     |     |  | 1:2     |